# Elassodiscus obscurus
Elassodiscus obscurus is een straalvinnige vissensoort uit de familie van slakdolven (Liparidae). De wetenschappelijke naam van de soort is voor het eerst geldig gepubliceerd in 1993 door Pitruk & Fedorov.